# Tinside Pool

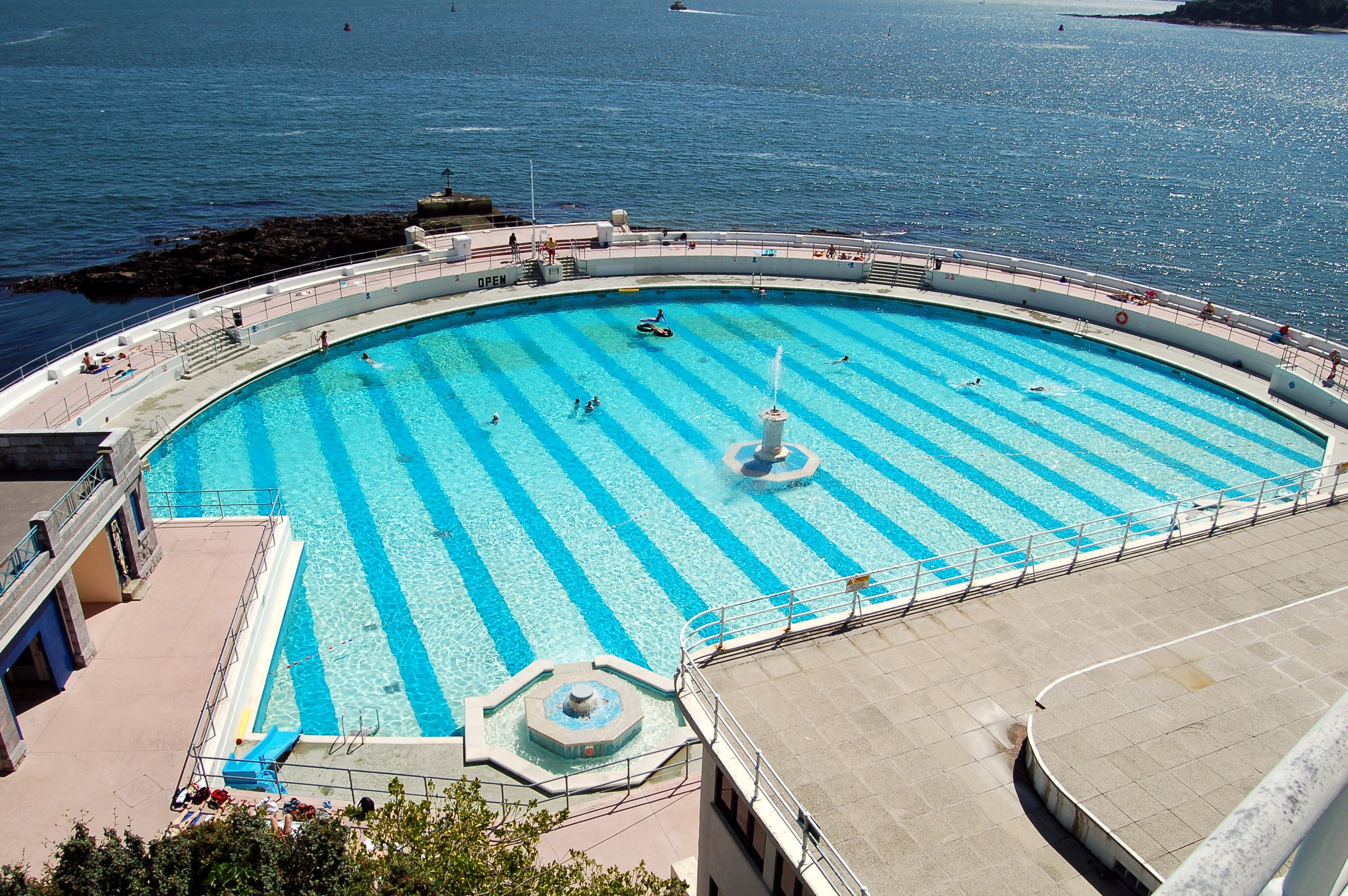
Tinside Pool

Der Tinside Pool ist eine einzigartige Badeanlage in Plymouth im Südwesten Englands, der 1935 im Stil des Art déco entstand. Das Becken bildet einen Halbkreis und wird mit frischem Seewasser gespeist, so dass alle vier Stunden ein völliger Wasseraustausch stattfindet.
Das Freibad liegt am Ufer des Plymouth Sounds; es wird von Plymouth Hoe und Smeaton’s Tower überragt. Die Einrichtung ist zwischen Mai und September geöffnet.
Im Zweiten Weltkrieg diente das markante Bauwerk deutschen Piloten als Orientierungsmarke, während die Einwohner der Stadt den Pool nach den Bombenangriffen zum Abwaschen von Dreck und Staub nutzten.
Weil die Besucherzahlen stark zurückgegangen waren, wurde das Freibad 1992 geschlossen. Die Aktivität einer Bürgerinitiative führte schließlich zur aufwändigen Renovierung des 1998 in Stufe II der Listed Buildings eingetragenen Bauwerks. Die Kosten der Renovierung betrugen 3,4 Millionen Britische Pfund. Im Jahr 2005 erfolgte die Wiedereröffnung.